# EL/M-2052
EL/M-2052는 이스라엘 엘타사의 전투기용 AESA 레이더이다. F-15(30톤), MiG-29(20톤), 미라주 2000(15톤), 테자스(15톤)에 장착할 수 있다.
AESA 기술에 의해 기존의 기계식보다 더 탐지거리가 길어졌으며, 최대 64개 목표물의 동시추적능력이 있다.

## 스펙(제원)
- 종류 : AESA 레이다
- 탐지거리 : 150km
- 탐지각 : 200도
- 동시추적 능력 : 64개 목표물
- 모듈 : 1290개
- 무게 : 180kg
- 전력 : ~10kw peak

## 같이 보기
- EL/M-2032 - 엘타사의 기계식 레이다
- EL/M-2080 - 엘타사의 AESA 그린파인 조기경보레이다